# Sumène
Sumène es una comuna francesa situada en el departamento de Gard, en la región de Occitania.

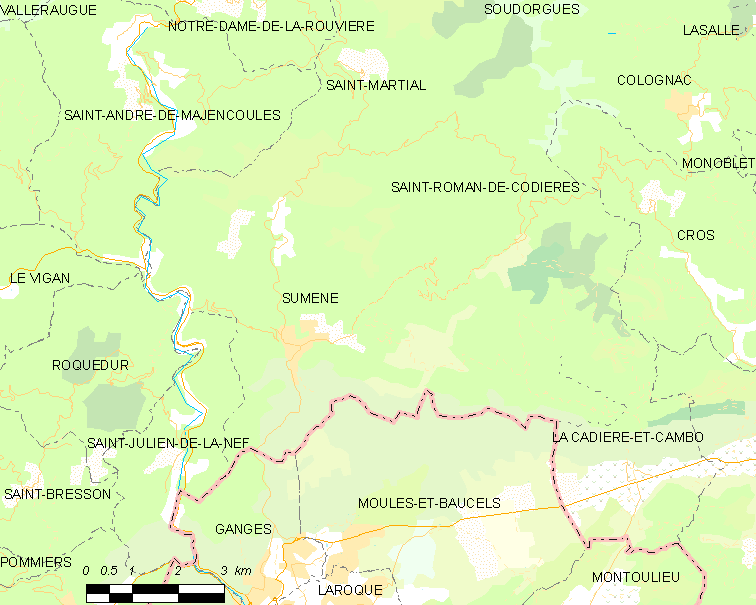
Mapa

## Demografía
| 2139 | 1913 | 1702 | 1613 | 1417 | 1492 | 1598 | 1469 |
| Para los censos de 1962 a 1999 la población legal corresponde a la población sin duplicidades (Fuente: INSEE [Consultar]) |      |      |      |      |      |      |      |